# Innersttjärnen (Älvsby socken, Norrbotten)
Innersttjärnen är en sjö i Älvsbyns kommun i Norrbotten och ingår i Piteälvens huvudavrinningsområde.